# Potok (województwo lubelskie)
Potok – wieś w Polsce położona w województwie lubelskim, w powiecie ryckim, w gminie Ryki.
W latach 1975–1998 miejscowość położona była w województwie lubelskim.
Wieś jest sołectwem w gminie Ryki. Według Narodowego Spisu Powszechnego z roku 2011 wieś liczyła 127 mieszkańców.
Wierni Kościoła rzymskokatolickiego należą do parafii Najświętszego Zbawiciela w Rykach.